# Perdicella maniensis
Perdicella maniensis foi uma espécie de gastrópodes da família Achatinellidae. Foi endémica dos Estados Unidos da América.